# 구스타프 6세 아돌프
구스타프 6세 아돌프(스웨덴어: Gustaf VI Adolf, 1882년 11월 11일 ~ 1973년 9월 15일)는 스웨덴의 국왕이다. 오스카르 2세의 첫 손주이자 장손으로 구스타프 5세와 바덴의 빅토리아의 장남이다. 현 스웨덴 국왕 칼 16세 구스타프의 할아버지이다.

## 생애
구스타프 6세 아돌프는 구스타프 5세와 그의 왕비인 바덴의 빅토리아의 맏이이자 장남으로 태어났다. 바덴의 빅토리아와 구스타프 5세와의 결혼은 스웨덴 왕실에 중요한 의미를 갖는다. 바덴의 빅토리아의 할머니는 스웨덴의 소피아 공주이고 소피아 공주의 아버지는 홀슈타인고트로프 왕가의 마지막 왕이었던 구스타프 4세 아돌프였다. 따라서 빅토리아 왕비와 구스타프 5세의 결혼은 스웨덴 왕실이 전 왕실과 혈연으로 연결되는 것을 의미했다.
구스타프 6세 아돌프는 결혼을 두 번 했다. 정비는 빅토리아 여왕의 손녀 코넛 공녀 마거릿으로 1905년 영국의 로열채플에서 결혼했으며 부부는 4남 1녀를 두었으나 1920년 사별했다. 계비는 빅토리아 여왕의 외외증손녀 레이디 루이즈 마운트배튼으로 1923년 영국의 로열채플에서 재혼했다. 

### 개인사
구스타프 6세 아돌프는 식물학과 고고학에 전문가수준의 지식을 가지고 있었다. 특히 그가 관심이 있었던 고고학 분야는 중국 자기 분야로, 때문에 동양문화에 대한 관심이 깊었다고 알려져있다. 즉위 전인 1926년에 일제강점기 조선의 경주시를 방문하여 서봉총(瑞鳳塚)의 발굴을 참관하였다.

## 자녀
- 베스테르보텐 공작 구스타프 아돌프 왕자
- 시그바르드 베르나도테
- 덴마크 왕비 잉리드
- 할란드 공작 베르틸 왕자
- 칼 요한 베르나도테